# Dornier Do K
Die Dornier Do K war ein deutsches Passagierflugzeug, von dem nur drei Flugzeuge in verschiedenen Ausführungen bei den Dornier-Werken in Friedrichshafen gebaut wurden.

## Geschichte
Claude Dornier entwickelte Ende der 1920er-Jahre ein neues Verkehrsflugzeug, dem in der Weltwirtschaftskrise und durch mangelnde Leistungsfähigkeit des Konzepts kein Erfolg beschieden war. Bei einem Vergleichsfliegen in der Schweiz unterlag die K3 der ersten Ju 52/3m der Deutschen Luft Hansa. Aufgrund enttäuschender Flugleistungen wurde das Projekt nicht weiter verfolgt.

## Konstruktion

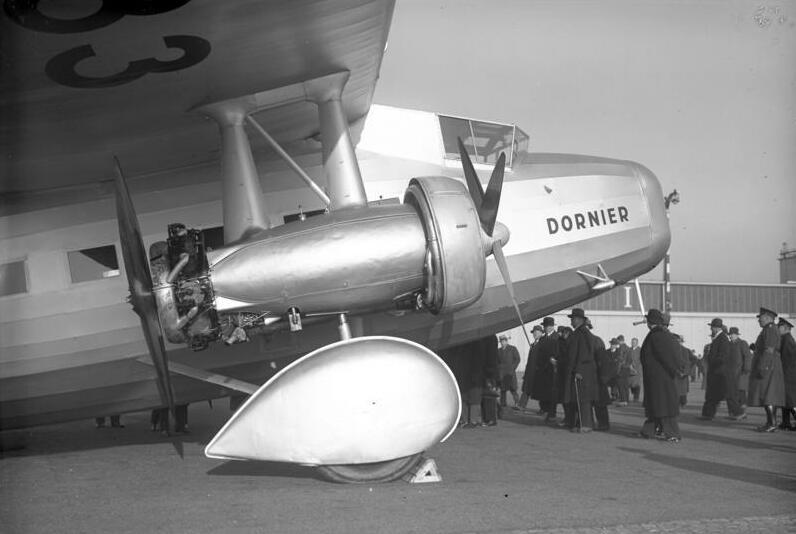
Motorengondel der Do K3 mit Walter-Castor-Sternmotoren in Tandemanordnung und zweiflügligem Druck- und vierflügligem Zugpropeller, Berlin-Tempelhof 1932

Die drei gebauten Prototypen K1, K2 und K3 unterschieden sich deutlich voneinander.

### Do K1
Die erste Do K hatte eine konventionell abgestrebte Tragfläche in Hochdeckeranordnung. Ein einzelner Bristol-Jupiter-VI-Sternmotor trieb das Flugzeug an. Der rechteckige Rumpf bot Platz für acht Passagiere und hatte ein geschlossenes Cockpit.

### Do K2
Der zweite Prototyp hatte im Wesentlichen einen geänderten Antrieb mit zwei Triebwerksgondeln neben dem Rumpf, in denen je zwei Gnome-Rhône-Sternmotoren in Tandem-Anordnung arbeiteten.

### Do K3
Der dritte Prototyp war eine komplette Neukonstruktion mit einem ovalen und verlängerten Rumpf für nun zehn Passagiere und einer neuen Tragfläche ohne Verstrebungen. Die Tragflächenform fand sich auch an der Do 10 und an der Do Y wieder. Ein Spornrad ersetzte den Hecksporn. Die Motorengondeln waren tiefer am Rumpf angebracht; als Antrieb wurden vier tschechoslowakische Walter-Castor-Sternmotoren eingesetzt. Die vorderen Motoren hatten Vierblattluftschrauben; der hintere Druckpropeller hatte nur zwei Blätter.

## Technische Daten

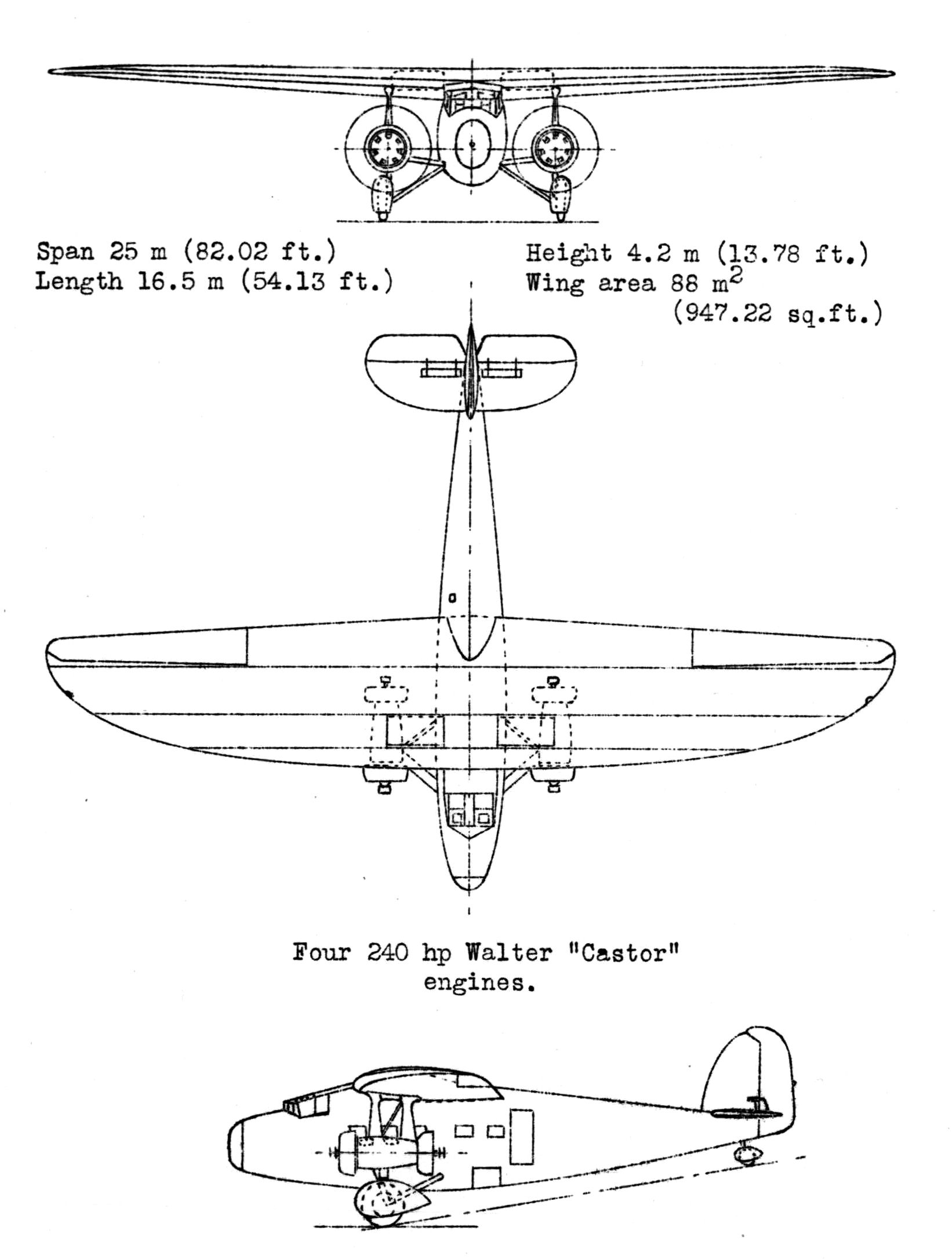
Dreiseitenriss Do K3

| Kenngröße             | Daten der K1                                                | Daten der K2                                                   | Daten der K3                                               |
| --------------------- | ----------------------------------------------------------- | -------------------------------------------------------------- | ---------------------------------------------------------- |
| Besatzung             | 2                                                           | 2                                                              | 2                                                          |
| Passagiere            | 8                                                           | 8                                                              | 10                                                         |
| Länge                 | 15,25 m                                                     | 15,00 m                                                        | 16,5 m                                                     |
| Spannweite            | 20,60 m                                                     | 20,60 m                                                        | 25 m                                                       |
| Höhe                  | 4,50 m                                                      | 4,10 m                                                         | 4,2 m                                                      |
| Flügelfläche          | 76,0 m²                                                     | 76,0 m²                                                        | 88 m²                                                      |
| Flügelstreckung       | 5,6                                                         | 5,6                                                            | 7,1                                                        |
| Leermasse             | 2700 kg                                                     | 3400 kg                                                        | 3600 kg                                                    |
| Nutzlast              | 1400 kg                                                     | 1600 kg                                                        | k. A.                                                      |
| max. Startmasse       | 4100 kg                                                     | 5000 kg                                                        | 6000 kg                                                    |
| Höchstgeschwindigkeit | 190 km/h in Bodennähe                                       | 195 km/h in Bodennähe                                          | 220 km/h                                                   |
| Reisegeschwindigkeit  | k. A.                                                       | k. A.                                                          | 200 km/h                                                   |
| Steigzeit             | 17,5 min auf 2000 m                                         | 18 min auf 2000 m                                              | k. A.                                                      |
| Dienstgipfelhöhe      | 3100 m                                                      | 2800 m                                                         | 6300 m                                                     |
| Reichweite            | 700 km                                                      | k. A.                                                          | k. A.                                                      |
| Triebwerk(e)          | ein Siemens Jupiter-VI-U-Sternmotor mit 450 PS (ca. 330 kW) | vier Gnome-Rhône-Titan-Sternmotoren mit je 240 PS (ca. 180 kW) | vier Walter-Castor-Sternmotoren mit je 240 PS (ca. 180 kW) |

## Galerie

K3, aufgenommen vom Schweizer Flugpionier Walter Mittelholzer
Cockpit der K3 mit Blick auf Steuerrad, Triebwerkshebel
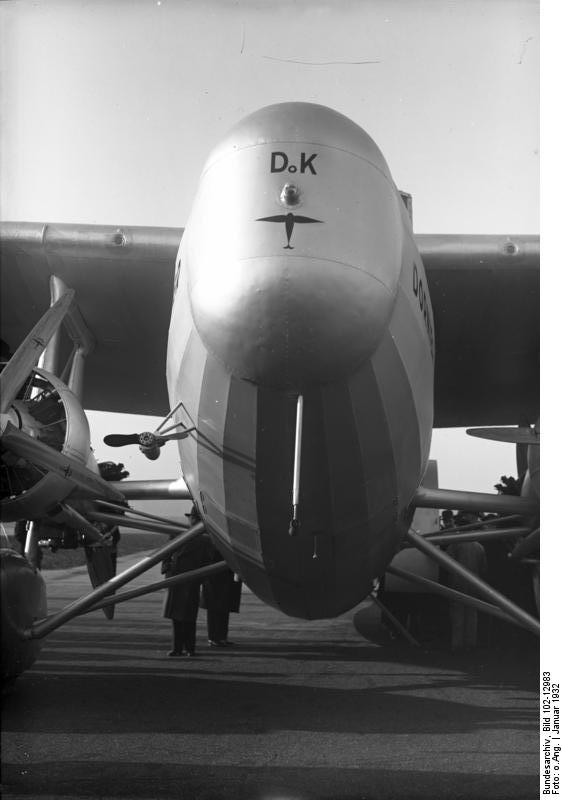
In Zeppelinform gebauter Rumpf der Do K3
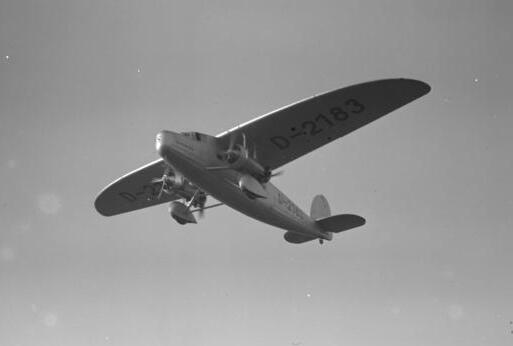
K3 über dem Flughafen Tempelhof im Januar 1932